# 30 януари
30 януари е 30-ият ден в годината според григорианския календар. Остават 335 дни до края на годината (336 през високосна година).

## Събития
- 1649 г. – Кралят на Англия Чарлз I е обезглавен.
- 1661 г. – Тялото на Оливър Кромуел, лорд-протектор на Англия, е ексхумнирано две и половина години след смъртта му и е извършена формална екзекуция.
- 1847 г. – Град Йерба Буена в Калифорния е преименуван на Сан Франсиско.
- 1856 г. – В Свищов е създадено първото българско читалище.
- 1912 г. – Шведският писател Алфред Йенсен номинира Пенчо Славейков за Нобелова награда за литература.
- 1932 г. – Във Финландия е въведен „сух режим“ на алкохола.
- 1933 г. – Адолф Хитлер е назначен за канцлер на Германия.
- 1934 г. – Българското правителство въвежда държавен монопол върху пшеницата и ръжта.
- 1943 г. – Втората световна война: Армията на фелдмаршал Фридрих Паулус капитулира край Сталинград.
- 1945 г. – Хитлер прави последното си публично обръщение по радиото по повод на 12-годишнината от заставането му начело на Германия.
- 1948 г. – Индийският пацифист и духовен водач Махатма Ганди е убит в Делхи от религиозен фанатик.
- 1972 г. – Кървава неделя: Войници на Обединеното кралство убиват 14 цивилни граждани, демонстриращи за човешки права в Северна Ирландия.
- 1972 г. – Пакистан се оттегля от Общността на нациите.
- 1994 г. – 14-годишният унгарски шахматист Петер Леко става най-младият гросмайстор за времето си.
- 2000 г. – Самолетът при полет 431 на „Кения Еъруейс“ се разбива в Атлантическия океан край бреговете на Кот д'Ивоар и убива 169 души.
- 2003 г. – Белгия официално узаконява еднополовите бракове.
- 2007 г. – „Майкрософт“ пуска поредната операционна система – Windows Vista.

## Родени
- 133 г. – Дидий Юлиан, римски император († 193 г.)
- 1767 г. – Яспер Улрих Зетцен, немски пътешественик († 1811 г.)
- 1781 г. – Аделберт фон Шамисо, немски писател и учен († 1838 г.)
- 1839 г. – Васил Диамандиев, български общественик и революционер († 1912 г.)
- 1857 г. – Емануил Иванов, български математик († 1925 г.)
- 1857 г. – Петър Ораховац, сръбски лекар († 1922 г.)
- 1870 г. – Стефан Бончев, български геолог († 1947 г.)
- 1875 г. – Атанас Буров, български финансист и държавник († 1954 г.)
- 1875 г. – Климент Шапкарев, български революционер и учител († 1949 г.)
- 1876 г. – Никола Михайлов, български художник († 1960 г.)
- 1878 г. – Дончо Лазаров, български революционер († 1950 г.)
- 1882 г. – Франклин Делано Рузвелт, 32-ри президент на САЩ († 1945 г.)
- 1884 г. – Божидар Здравков, български политик († 1959 г.)
- 1889 г. – Георги Попхристов, български журналист († 1959 г.)
- 1893 г. – Бохуслав Хавранек, чешки езиковед († 1978 г.)
- 1894 г. – Борис III, цар на България († 1943 г.)
- 1899 г. – Макс Тейлър, американски вирусолог, Нобелов лауреат през 1951 г. († 1972 г.)
- 1899 г. – Надежда, българска княгиня († 1958 г.)
- 1900 г. – Исак Дунаевски, съветски композитор († 1955 г.)
- 1901 г. – Тодор Боров, български библиограф († 1993 г.)
- 1901 г. – Ханс Ерих Носак, немски писател († 1977 г.)
- 1903 г. – Златан Дудов, германски режисьор от български произход († 1963 г.)
- 1910 г. – Борислав Габровски, български футболист († 1977 г.)
- 1914 г. – Борис Машалов, български народен певец († 1962 г.)
- 1915 г. – Йоахим Пайпер, германски офицер († 1976 г.)
- 1917 г. – Пол Фрер, белгийски пилот от Формула 1 († 2008 г.)
- 1920 г. – Делбърт Ман, американски режисьор († 2007 г.)
- 1923 г. – Леонид Гайдай, съветски кинорежисьор († 1993 г.)
- 1925 г. – Дъглас Енгълбърт, американски изобретател († 2013 г.)
- 1926 г. – Василий Архипов, съветски вицеадмирал († 1999 г.)
- 1926 г. – Йенс Герлах, немски поет и белетрист († 1990 г.)
- 1927 г. – Улоф Палме, министър-председател на Швеция († 1986 г.)
- 1930 г. – Джийн Хекман, американски актьор († 2025 г.)
- 1932 г. – Димитър Димитров, български политик († 2002 г.)
- 1935 г. – Благой Шклифов, български езиковед († 2003 г.)
- 1935 г. – Христос Цолакис, гръцки филолог († 2012 г.)
- 1937 г. – Борис Спаски, руски шахматист († 2025 г.)
- 1937 г. – Ванеса Редгрейв, британска актриса
- 1938 г. – Ислам Каримов, президент на Узбекистан († 2016 г.)
- 1941 г. – Грегъри Бенфорд, американски писател
- 1941 г. – Дик Чейни, вицепрезидент на САЩ (в екипа на Джордж У. Буш)
- 1942 г. – Марти Балин, музикант и вокалист († 2018 г.)
- 1944 г. – Цветана Манева, българска актриса
- 1945 г. – Светлозар Игов, български литературен критик († 2023 г.)
- 1948 г. – Божидар Финков, български лекар, политик
- 1949 г. – Питър Агре, американски биохимик, Нобелов лауреат през 2003 г.
- 1951 г. – Светлозар Жеков, български литературен критик, преводач и издател († 2022 г.)
- 1951 г. – Фил Колинс, британски музикант
- 1951 г. – Чарлз С. Дътън, американски актьор и режисьор
- 1957 г. – Златин Тръпков, български дипломат
- 1962 г. – Абдула II, крал на Йордания
- 1968 г. – Фелипе VI, крал на Испания
- 1969 г. – Добромир Банев, български писател, поет и публицист
- 1972 г. – Дженифър Хейл, американска озвучаваща актриса
- 1974 г. – Борис Чаталбашев, български шахматист
- 1974 г. – Крисчън Бейл, уелски актьор
- 1975 г. – Жуниньо Пернамбукано, бразилски футболист
- 1976 г. – Кристиан Броки, италиански футболист
- 1980 г. – Уилмър Валдерама, американски актьор
- 1981 г. – Димитър Бербатов, български футболист
- 1981 г. – Питър Крауч, английски футболист

## Починали
- 970 г. – Петър I, цар на България (* Х век)
- 1566 г. – Алонсо де Ареляно, испански мореплавател (* XVI в.)
- 1649 г. – Чарлз I, крал на Англия (* 1600 г.)
- 1730 г. – Петър II, император на Русия (* 1715 г.)
- 1805 г. – Джон Робисън, шотландски физик (* 1739 г.)
- 1899 г. – Мария-Луиза Бурбон-Пармска, българска княгиня (* 1870 г.)
- 1928 г. – Йоханес Фибигер, датски медик, Нобелов лауреат през 1926 г. (* 1867 г.)
- 1932 г. – Димитър Каданов, военен деец (* 1860 г.)
- 1943 г. – Милка Ламбрева, българска актриса (* 1893 г.)
- 1945 г. – Антон Кецкаров, български революционер (* 1865 г.)
- 1948 г. – Махатма Ганди, индийски борец (* 1869 г.)
- 1948 г. – Орвил Райт, американски самолетен пионер (* 1871 г.)
- 1951 г. – Фердинанд Порше, австрийски конструктор (* 1875 г.)
- 1955 г. – Петър Тодоров, български политик (* 1881 г.)
- 1963 г. – Франсис Пуленк, френски композитор (* 1899 г.)
- 1968 г. – Иван Братанов, български актьор (* 1920 г.)
- 1969 г. – Жорж Пир, белгийски монах, Нобелов лауреат през 1958 г. (* 1910 г.)
- 1986 г. – Густав Себеш, унгарски футболист (* 1906 г.)
- 1986 г. – Иван Папанин, руски изследовател (* 1894 г.)
- 1991 г. – Джон Бардийн, американски физик, двукратен Нобелов лауреат през 1956 и 1972 г. (* 1908 г.)
- 1993 г. – Светослав Рьорих, руски художник (* 1904 г.)
- 1994 г. – Пиер Бул, френски писател (* 1912 г.)
- 1995 г. – Джералд Даръл, британски естественик (* 1925 г.)
- 2005 г. – Христо Евтимов, български футболист (* 1921 г.)
- 2007 г. – Сидни Шелдън, американски писател (* 1917 г.)
- 2015 г. – Жельо Желев, първият президент на Република България (* 1935 г.)
- 2022 г. – Стефан Солаков, български журналист (* 1942 г.)

## Празници
- Православна църква: Свети Три Светители, Св. свещеномъченик Иполит, папа Римски, Св. благоверен цар Петър Български, Св. преподобни Сергий Къпински, Св. мъченик Димитрий Сливенски